# Impatiens imbecilla
Impatiens imbecilla är en balsaminväxtart som beskrevs av Joseph Dalton Hooker. Impatiens imbecilla ingår i släktet balsaminer, och familjen balsaminväxter. Inga underarter finns listade i Catalogue of Life.